# Orobanche sogdiana
Orobanche sogdiana là loài thực vật có hoa thuộc họ Cỏ chổi. Loài này được Novopokr. mô tả khoa học đầu tiên.